# Llista de les comarques dels Països Catalans

Tot seguit hi ha una llista de comarques tradicionals i oficials dels Països Catalans, amb la capital respectiva i el gentilici (si existeix). El nom de la capital és en la forma catalana, i no sempre correspon a la forma oficial. S'indica la zona de predomini lingüístic (ZPL) a què pertanyen en les comarques valencianes que no corresponen a l'àmbit lingüístic català i, en aquest cas, entre parèntesis hi ha el nom en castellà. També s'indiquen les comarques que tenen l'occità com a llengua pròpia. S'hi han inclòs les comarques oficials, tot i que algunes no són tradicionals. A les Illes Balears, la Franja de Ponent i la Catalunya Nord, on les comarques no tenen caràcter oficial però són reconegudes acadèmicament, els noms i les capitals corresponen a la tradició, i en l'últim cas, el nomenclàtor l'ha elaborat la Universitat de Perpinyà. A la llista s'hi ha inclòs Andorra, tot i que actualment és un estat sobirà. En el cas de l'Horta de València, que ha patit una subdivisió administrativa que l'Acadèmia no reconeix, s'esmenten les noves comarques sota el nom tradicional.
- l'Alacantí, Alacant, alacantí alacantina
- l'Alcalatén, l'Alcora
- l'Alcoià, Alcoi, alcoià alcoiana
- l'Alt Camp, Valls
- l'Alt Empordà, Figueres, altempordanenc altempordanenca
- l'Alt Maestrat, Albocàsser
- l'Alt Millars, Cirat (El Alto Mijares, ZPL castellà)
- l'Alt Palància, Sogorb (El Alto Palancia, ZPL castellà)
- l'Alt Penedès, Vilafranca del Penedès, altpenedesenc altpenedesenca
- l'Alt Urgell, la Seu d'Urgell, alturgellenc alturgellenca o urgellenc urgellenca
- l'Alt Vinalopó, Villena (Alto Vinalopó, ZPL valencià i castellà)
- l'Alta Cerdanya, Montlluís, cerdà cerdana
- l'Alta Ribagorça, el Pont de Suert altaribagorçà altaribagorçana
- Andorra, Andorra la Vella, andorrà andorrana (constituïda com a coprincipat parlamentari)
- l'Anoia, Igualada, anoienc anoienca
- el Bages, Manresa, bagenc bagenca
- el Baix Camp, Reus
- el Baix Cinca, Fraga
- el Baix Ebre, Tortosa, ebrenc ebrenca
- el Baix Empordà, la Bisbal d'Empordà
- el Baix Llobregat, Sant Feliu de Llobregat, baixllobregatenc baixllobregatenca
- el Baix Maestrat, Vinaròs
- el Baix Penedès, el Vendrell, baixpenedesenc baixpenedesenca
- el Baix Segura, Oriola (La Vega Baja, ZPL valencià i castellà)
- el Baix Vinalopó, Elx
- la Baixa Ribagorça, Benavarri, baixaribagorçà baixribagorçana
- la Baixa Cerdanya i oficialment Cerdanya, Puigcerdà, cerdà cerdana
- el Barcelonès, Barcelona, barceloní barcelonina
- el Berguedà, Berga, berguedà berguedana
- el Camp de Morvedre, Sagunt
- el Camp de Túria, Llíria
- la Canal de Navarrés, Énguera (Canal de Navarrés, ZPL castellà)
- el Capcir, Formiguera, capcinès capcinesa
- el Comtat, Cocentaina
- la Conca de Barberà, Montblanc, conquenc conquenca
- el Conflent, Prada, conflentí confletina
- la Costera, Xàtiva
- el Fenolledès o Fenolleda, Sant Pau de Fenollet (Fenolhedés, ZPL occità), fenolledenc fenolledenca
- la Foia de Bunyol, Xiva de Bunyol (La Hoya de Buñol, ZPL castellà)
- el Garraf, Vilanova i la Geltrú, garrafenc garrafenca
- les Garrigues, les Borges Blanques, garriguenc garriguenca
- la Garrotxa, Olot, garrotxí garrotxina
- el Gironès, Girona, gironí gironina
- l'Horta, València, comarca històrica no oficial que ara està dividida en:
  - l'Horta Nord, Paterna
  - l'Horta Sud, Torrent
  - València, València, valencià valenciana
- Llevant, Manacor (no té reconeixement oficial), llevantí llevantina
- la Llitera, Tamarit de Llitera, lliterà lliterana
- el Maresme, Mataró, maresmenc maresmenca
- la Marina Alta, Dénia
- la Marina Baixa, la Vila Joiosa
- el Matarranya, Vall-de-roures, matarranyenc matarranyenca
- Menorca, Maó, menorquí menorquina
- Migjorn (no té reconeixement oficial)
- el Moianès, Moià, moianenc moianenca
- el Montsià, Amposta, montsianenc montsianenca
- la Noguera, Balaguer, noguerenc noguerenca
- Osona, Vic, osonenc osonenca
- el Pallars Jussà, Tremp, pallarès pallaresa
- el Pallars Sobirà, Sort, pallarès pallaresa
- la comarca de Palma, Palma, palmesà palmesana
- les Pitiüses, Eivissa, eivissenc eivissenca, formenterer formenterera
- el Pla de l'Estany, Banyoles
- el Pla de Mallorca (no té reconeixement oficial)
- el Pla d'Urgell, Mollerussa
- la Plana Alta, Castelló de la Plana
- la Plana Baixa, Borriana
- la Plana d'Utiel, Requena (La Plana de Utiel - Requena, ZPL castellà)
- els Ports, Morella
- el Priorat, Falset, prioratí prioratina
- el Racó d'Ademús, Ademús (El Rincón de Ademuz, ZPL castellà)
- el Raiguer, Inca (no té reconeixement oficial)
- la Ribera Alta, Alzira, altriberenc altriberenca
- la Ribera Baixa, Sueca, baixriberenc baixriberenca
- la Ribera d'Ebre, Móra d'Ebre, riberenc riberenca
- el Ripollès, Ripoll, ripollès ripollesa
- el Rosselló, Perpinyà, rossellonès -esa
  - els Aspres, Tuïr, asprenc asprenca (comarca admesa pel Nomenclàtor de la Universitat de Perpinyà i tradicionalment una subcomarca del Rosselló)
- la Safor, Gandia, saforenc saforenca
- la Segarra, Cervera, segarrenc segarrenca
- el Segrià, Lleida, segrianenc segrianenca
- la Selva, Santa Coloma de Farners, selvatà selvatana
- la Serra de Tramuntana (no té reconeixement oficial)
- els Serrans, Xelva (la Serranía, ZPL castellà)
- el Solsonès, Solsona, solsonenc solsonenca
- el Tarragonès, Tarragona tarragoní tarragonina
- la Terra Alta, Gandesa
- l'Urgell, Tàrrega, urgellenc urgellenca
- la Vall d'Albaida, Ontinyent, valldalbaidí valldalbaidina
- la Vall d'Aran, Viella (era Val d'Aran, ZPL occità), aranès aranesa
- la Vall de Cofrents, Aiora (El Valle de Ayora, ZPL castellà)
- el Vallès Occidental, Sabadell i Terrassa, vallesà vallesana
- el Vallès Oriental, Granollers, vallesà vallesana
- el Vallespir, Ceret, vallespirenc vallespirenca
- el Vinalopó Mitjà, Elda (El Vinalopó Medio, ZPL valencià i castellà)